# نشان ملی صربستان
نشان ملی جمهوری صربستان بسیار تحت تأثیر نشان رسمی پادشاهی صربستان قرار دارد به طوری‌که تا سال ۲۰۱۰ میلادی از همین نشان به‌عنوان نشان ملی این کشور استفاده می‌شد و در این سال نشان این کشور یکسری اصلاحات جزئی پیدا کرد. در وسط عقاب دوسر یک صلیب صربستانی (یک صلیب با چهار آتش زننده) با پس‌زمینهٔ قرمز وجود دارد این نشان از گذشته‌های بسیار دور به‌عنوان یکی از نمادهای اصلی صربستان به کار می‌رفته است و آتش زننده موجود در این نماد ریشه در اسطوره‌های اسلاوی دارد. این نشان جایگزین نشان رسمی صربستان و مونته‌نگرو (۱۹۹۲–۲۰۰۶) گردید.

## نگارخانه

نشان رسمی پادشاهی صربستان
نشان رسمی صربستان و مونته‌نگرو
صلیب صربستانی
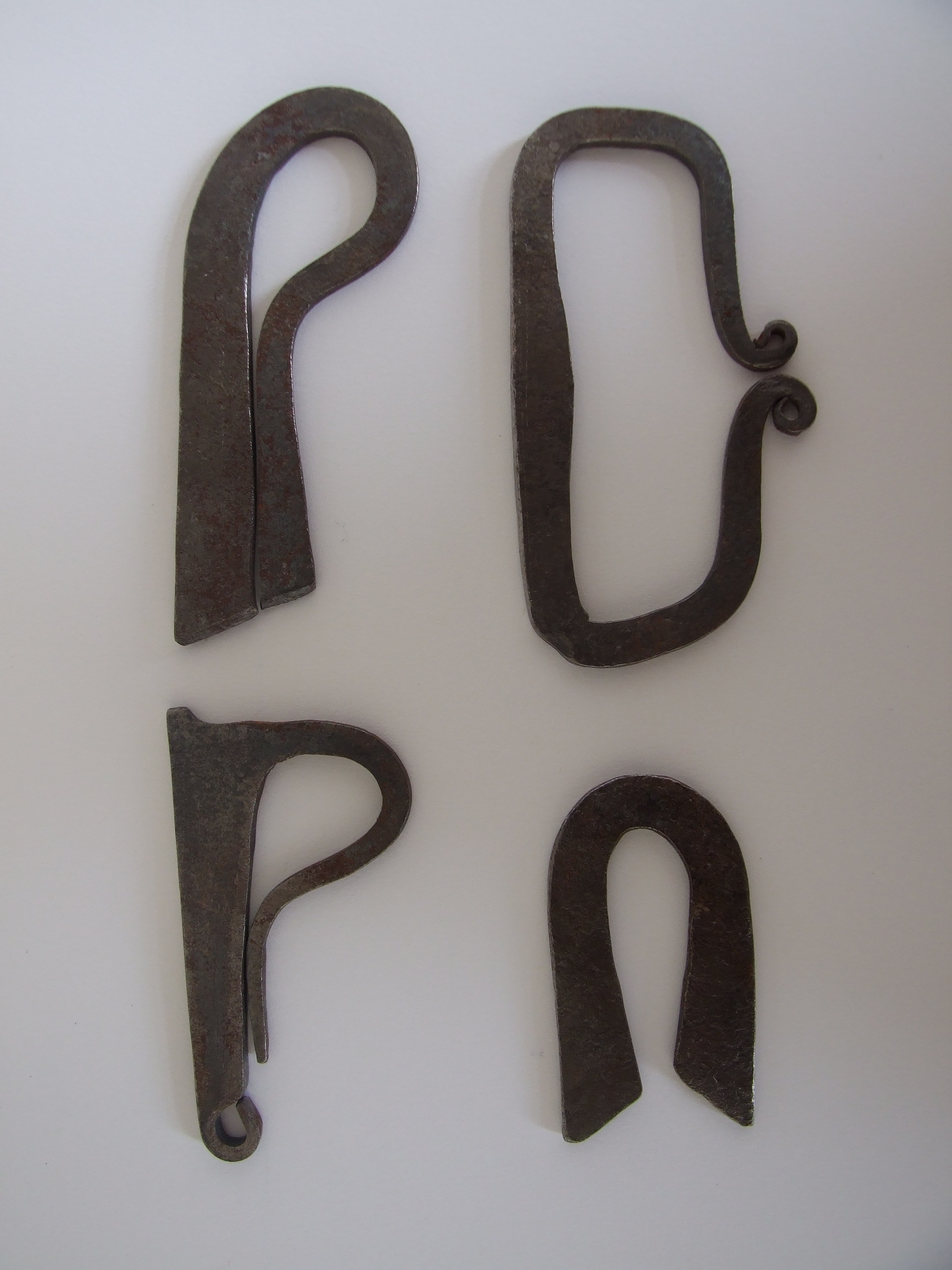
انواع مختلف آتش زننده
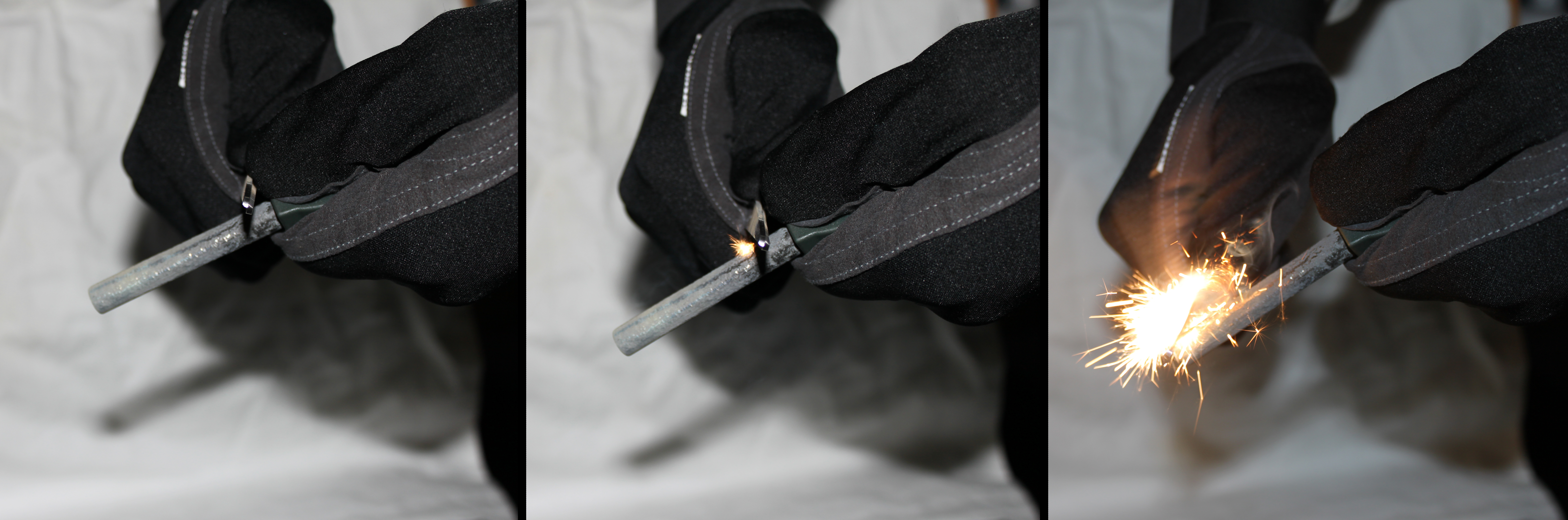
از آتش زننده برای ایجاد جرقه استفاده می‌شود